# Elaine Mayes
Elaine Mayes (geboren am 1. Oktober 1936) ist eine amerikanische Fotografin  und ehemalige Professorin der Tisch School of the Arts an der New York University.

## Professur
Ab 1968 unterrichtete Mayes an der University of Minnesota  und gehörte 1971 zusammen mit Jerome Liebling zum Gründungslehrkörper des Hampshire College, wo sie zehn Jahre lang lehrte. Zu ihren Schülern gehörten die Dokumentarfilmer Ken Burns, Michel Negroponte, Roger Sherman, Buddy Squires, Kirk Simon, und Karen Goodman. 1976 gründete Mayes zusammen mit ihren ehemaligen Studenten Burns und Sherman eine Produktionsfirma namens Florentine Films in Walpole, New Hampshire. Der Name der Firma wurde von Mayes’ Heimatstadt Florence, Massachusetts, inspiriert. Sie verließ die Firma nach einem Jahr.
2009 richtete Hampshire eine Stiftung in Mayes’ Namen ein, um Studierendenprojekte in den Bereichen Film, Fotografie und Video zu unterstützen. Mayes unterrichtete auch am Pratt Institute, am International Center of Photography, am Bard College und an der New York University, wo sie im Jahr 2000 als Vorsitzende des Fachbereichs Fotografie an der Tisch School of the Arts in den Ruhestand ging.

## Materie
Bekannt für ihre Porträts der Bowohner des San Franciscoer Stadtviertels Haight-Ashbury in den Jahren 1967 und 1968 sowie für ihre ikonischen Bilder von Rock-’n’-Roll-Künstlern in den späten 1960er Jahren, hat Mayes auch Landschaften und konzeptionelle Projekte fotografiert, darunter ihre Serie Autolandscapes, die sie mit einem Stipendium des National Endowment for the Arts 1971 auf einer Reise durch die USA aus einem fahrenden Auto heraus aufnahm. Sie fotografierte auch die New Yorker Downtown-Rockszene der 1980er Jahre. Im Jahr 1982 erhielt sie ein CAPS-Stipendium des Staates New York. 1985 erhielt sie zusammen mit dem No Theater of Northampton ein Stipendium der Massachusetts State Foundation for the Arts zur Unterstützung eines gemeinsamen Projekts mit dem Namen Photoplay.

## Fotografie
Mayes ist besonders für ihre Straßenfotografie und ihre Porträts bekannt. In den 1960er Jahren dokumentierte sie das Leben in San Francisco, insbesondere die aufkommende Hippie-Kultur und die sozialen Veränderungen dieser Zeit. 
Eine ihrer bekanntesten Serien ist Autolandscapes, in der sie Straßenszenen und Autos in Kalifornien in den 1960er Jahren fotografierte. Diese Serie ist ein bemerkenswertes Beispiel für Straßenfotografie und die Erfassung des Lebensgefühls dieser Zeit. Elaine Mayes war auch eng mit der Hippie-Kultur und der aufkommenden Musikszene in San Francisco in den 1960er Jahren verbunden. Sie dokumentierte Musiker und Künstler wie Jimi Hendrix, Janis Joplin und The Who in ihren elementaren Momenten auf der Bühne und hinter den Kulissen.
Ihre Aufnahmen fangen die Stimmung und die Atmosphäre dieser Ära auf beeindruckende Weise ein. Was Mayes’ Technik betrifft, so ist sie bekannt dafür, verschiedene Stile und Ansätze zu kombinieren. Sie arbeitet oft mit natürlichem Licht, was ihren Bildern eine besondere Lebendigkeit und Authentizität verleiht. Sie ist auch bekannt für ihre experimentelle Herangehensweise an die Fotografie, bei der sie verschiedene Techniken wie Mehrfachbelichtungen und Unschärfeeffekte einsetzt, um Stimmungen und Emotionen in ihren Bildern zu betonen. Ein weiteres markantes Merkmal von Mayes’ Arbeit ist ihre Fähigkeit, subtile Nuancen und Details in ihren Motiven einzufangen. Dies zeigt sich besonders in ihren Porträts, wo sie die Persönlichkeit und den Charakter ihrer Modelle auf einfühlsame Weise einfängt.
Elaine Mayes hat im Laufe ihrer Karriere eine breite Palette von Kameras und Techniken verwendet, von analogen Kameras bis hin zu digitalen Medien. Dies spiegelt ihre Bereitschaft wider, sich den Veränderungen in der Fotografie anzupassen und neue Wege zu erkunden, um ihre künstlerische Vision zum Ausdruck zu bringen.
Ihre Werke kann man auf ihrer Webseite elainemayesphoto.com betrachten.

## Sammlungen
Mayes’ fotografische Werke sind in den festen Sammlungen des Metropolitan Museum of Art, des Museum of Modern Art, des Museum of Fine Arts, Boston, des San Francisco Museum of Modern Art, des Telfair Museum of Art in Savannah, Georgia, und weiteren Kunstinstitutionen in den Vereinigten Staaten vertreten.
Ihre Videografie war Teil des preisgekrönten Dokumentarfilms Silverlake Life (1992), der den Kampf des Filmemachers Tom Joslin und seines an AIDS erkrankten Partners zeigt. Mayes’ Hawaii-Fotografien wurden 2003 im Honolulu Museum of Art Spalding House (früher bekannt als The Contemporary Museum, Honolulu) ausgestellt. Im selben Jahr wurde ihr Fotobuch über das Monterey Pop Festival, It Happened In Monterey, von Britannia Press veröffentlicht. Eine Auswahl dieser Fotografien wurde 2002 auf der Criterion-2002-DVD The Complete Monterey Pop zusammen mit einem Kommentar von Mayes veröffentlicht. Ihre Haight-Ashbury-Porträts wurden in der Steven Kasher Gallery in Manhattan ausgestellt, und ihre Arbeiten waren in Gruppenausstellungen im MOMA zu sehen. Im Jahr 2010 waren ihre Arbeiten in der Ausstellung zum 75-jährigen Bestehen des SFMOMA zu sehen. Ihr 2014 erschienenes Buch Recently entstand aus ihrem „unerwartenden Nomadenleben“, welches sie von 2006 bis 2013 lebte. Dazu sagte Meyes: „The photographs were taken in response to what I saw and experienced and can be seen as a visual diary“ („Die Fotos entstanden als Reaktion darauf, was ich sah und erlebte, und können als visuelles Tagebuch angesehen werden“). 2017 wurden ihre Fotografien in der Ausstellung The Summer of Love Experience im De Young Museum gezeigt.

## Stipendien und Zuschüsse
1978 erhielt sie zwei NEA-Fellowships, darunter ein Einzelstipendium und die Unterstützung für die Teilnahme an einem Survey Grant, aus dem das Long Island Project hervorging, welches von den Apeiron-Workshops gesponsert wurde und heute an der Hofstra University zu finden ist.
Im Jahr 1991 erhielt Mayes ein Guggenheim-Stipendium, um auf Hawaii zu fotografieren. Mit einem Stipendium der Atherton Foundation (2003) veröffentlichte sie diese Arbeiten 2009 in einem Buch mit dem Titel Ki’i No Hawai’i in limitierter Auflange.

## Referenzen
1. ↑  Office of Communications: Elaine Mayes Grants for Division III Work. In: Hampshire College. Hampshire College, 3. Januar 2012, abgerufen am 28. Januar 2015.
2. ↑  Ken Burns’ Cinematic Walk in the Park | International Documentary Association (Memento des Originals vom 28. September 2011 im Internet Archive)  Info: Der Archivlink wurde automatisch eingesetzt und noch nicht geprüft. Bitte prüfe Original- und Archivlink gemäß Anleitung und entferne dann diesen Hinweis.
3. ↑  Academy Award Win for ‘Strangers No More’
4. ↑  Hampshire College Hampshire Funding for Projects and Internships
5. ↑  Mayes: Tisch School of the Arts at NYU
6. ↑  Elaine Mayes | Debbie Harry, from television, 1983 (Memento des Originals vom 2. Oktober 2011 im Internet Archive)  Info: Der Archivlink wurde automatisch eingesetzt und noch nicht geprüft. Bitte prüfe Original- und Archivlink gemäß Anleitung und entferne dann diesen Hinweis.
7. ↑  Elaine Mayes - Autolandscapes. Abgerufen am 25. September 2023.
8. ↑  Elaine Mayes - Rock and Roll. Abgerufen am 25. September 2023.
9. ↑  Elaine Mayes - Recently. Abgerufen am 25. September 2023.
10. ↑  Elaine Mayes - More Rock and Roll. Abgerufen am 25. September 2023.
11. ↑  Elaine Mayes - Haight Ashbury. Abgerufen am 25. September 2023.
12. ↑  Elaine Mayes Photographer. Abgerufen am 25. September 2023.
13. ↑  Elaine Mayes | MoMA. Abgerufen am 25. September 2023.
14. ↑  The Metropolitan Museum of Art – Taxi and Landscape – San Francisco
15. ↑  Search: Elaine Mayes. In: Museum of Fine Arts, Boston. Museum of Fine Arts, Boston, abgerufen am 28. Januar 2015.
16. ↑  Silverlake-Life-The-View-From-Here – Cast, Crew, Director and Awards|work=The New York Times
17. ↑  Hawai‘i - Its Land and Culture: Photographs by Elaine Mayes October 3, 2003 - January 6, 2004. In: The Contemporary Museum Honolulu Museum. Archiviert vom Original am 20. Juli 2011; abgerufen am 19. April 2011 (englisch).
18. ↑  The DVD Journal | Reviews : The Complete Monterey Pop Festival
19. ↑  "Into the Sunset: Photography's Image of the American West", page x, Eva Respini,   Museum of Modern Art, 2009
20. ↑  SFMOMA | Exhibitions + Events | Calendar | 75 Reasons to Live: Day 1 (Memento des Originals vom 21. Januar 2011 im Internet Archive)  Info: Der Archivlink wurde automatisch eingesetzt und noch nicht geprüft. Bitte prüfe Original- und Archivlink gemäß Anleitung und entferne dann diesen Hinweis.
21. ↑  Elaine Mayes Photographer – Recently. In: www.elainemayesphoto.com. Abgerufen am 14. März 2019.
22. ↑  Sarah Hotchkiss:  She Photographed Jimi Hendrix Without Knowing His Name, KQED, 5. Juni 2017
23. ↑  National Endowment for the Arts Annual Report, 1971, page 125
24. ↑  National Endowment for the Arts Annual Report, 1971, pages 250 & 258
25. ↑  Through the Lens of the City: NEA Photography Surveys of the 1970s, page 227, Mark Rice, University Press of Mississippi, 2005
26. ↑  Elaine Mayes – John Simon Guggenheim Memorial Foundation (Memento des Originals vom 20. September 2012 im Internet Archive)  Info: Der Archivlink wurde automatisch eingesetzt und noch nicht geprüft. Bitte prüfe Original- und Archivlink gemäß Anleitung und entferne dann diesen Hinweis.

| Personendaten    | Personendaten            |
| ---------------- | ------------------------ |
| NAME             | Mayes, Elaine            |
| KURZBESCHREIBUNG | amerikanische Fotografin |
| GEBURTSDATUM     | 1. Oktober 1936          |